# Discodes unicolor
Discodes unicolor är en stekelart som först beskrevs av William Harris Ashmead 1888.  Discodes unicolor ingår i släktet Discodes och familjen sköldlussteklar. Inga underarter finns listade i Catalogue of Life.